# Frank Miller (stripauteur)
Frank Miller (Olney, 27 januari 1957) is een Amerikaans auteur, regisseur en comictekenaar en -schrijver. Hij is vooral bekend van zijn Batman-versie en zijn volledig door hem uit de grond gestampte Sin City-reeks, waarvan comicverhalen verfilmd zijn in de films Sin City en Sin City: A Dame to Kill For.

## Bekendere werken
Frank Miller is onder meer bekend om het schrijven en/of tekenen van titels als:
- Ronin
- Sin City
- 300
- Batman: The Dark Knight Returns
- Batman: The Dark Knight Strikes Again
- Batman: Year One
- Daredevil
- Daredevil: Born Again
- Elektra Lives Again
- De originele Wolverine miniserie

Het Elektra-personage uit Elektra Lives Again is een personage dat Miller zelf creëerde in Daredevil #168, toen hij aan die serie werkte voor uitgeverij Marvel Comics. Dertien nummers later liet Miller Elektra vermoorden, maar dat heeft niet verhinderd dat ze tot op de dag van vandaag af en aan verschijnt in verschillende Marvel-titels.

## Sin City
Sin City is opgesplitst in de volgende delen:
- The Hard Goodbye
- A Dame to Kill for
- The Big Fat Kill
- That Yellow Bastard
- The Babe Wore Red
- Family Values
- Booze, Broads, & Bullets
- Hell and Back
- Silent Night

Ook is er een boek met uitleg en illustraties over het maken van Sin City, genaamd The Art of Sin City, en een voor Wizard gemaakte oneshot: Just Another Saturday Night. Sin City wordt uitgegeven door Dark Horse Comics.

## Overig
Mensen binnen de comicwereld waar Miller al vaak mee samenwerkte zijn onder andere Klaus Janson en zijn (sinds 2005 ex-)vrouw Lynn Varley.
In 2007 werd het verhaal van koning Leonidas en zijn 300 Spartanen over de slag bij Thermopylae verfilmd door Zack Snyder in de film 300. De film is gebaseerd op een striproman van Miller.

## Prijzen
- Will Eisner-award - beste scenarist + tekenaar 1991, 1993, 1999
- Will Eisner-award 1991 - beste eindige serie (voor Give Me Liberty)
- Will Eisner-award 1991 - beste nieuw grafisch album (voor Elektra Lives Again)
- Will Eisner-award - beste scenarist + tekenaar 1993 (Sin City , Dark Horse Presents)
- Will Eisner-award 1993 - beste grafisch album herdruk (voor Sin City)
- Will Eisner-award 1995 - beste kort verhaal (voor Sin City: The Babe Wore Red)
- Will Eisner-award 1995 - beste eindige serie (voor Sin City: A Dame to Kill For)
- Will Eisner-award 1996 - beste eindige serie (voor Sin City: The Big Fat Kill)
- Will Eisner-award 1998 - beste grafisch album herdruk (voor Sin City: That Yellow Bastard)
- Will Eisner-award 1999 - beste eindige serie (voor 300)